# André Valadão
André Machado Valadão (Belo Horizonte, 16 de abril de 1978) é um pastor evangélico, cantor da música cristã contemporânea, compositor, ator e apresentador brasileiro. Atualmente é o pastor-presidente da Igreja Batista da Lagoinha, líder dos cultos semanais nas terças-feiras.
Em 21 de abril de 2011, recebeu a Medalha da Inconfidência, a mais alta comenda concedida pelo Governo de Minas Gerais. A entrega do prêmio foi na cidade de Ouro Preto, e entre os presentes estavam a ex-presidente Dilma Rousseff e o ex-governador de Minas Gerais Antonio Anastasia.

## Biografia
Fez parte da banda Diante do Trono, liderada por sua irmã Ana Paula Valadão, iniciando em 1998. Filho do pastor da Igreja Batista da Lagoinha, Márcio Valadão, André é irmão das cantoras Ana Paula Valadão e Mariana Valadão. É formado como pastor pelo Rhema Bible Trainning Center/Kenneth Hagin Ministries (Estados Unidos), também pela Escola de Missões DOMATA em Tulsa/Oklahoma e pelo seminário de música Christ For the Nations em Dallas, no Texas. Em sua carreira solo, iniciada em 2004, lançou doze álbuns, sendo sete com músicas de sua autoria. André Valadão já recebeu o prêmio Troféu Talento em diversas categorias e também foi duas vezes indicado ao Grammy Latino pelos álbuns Sobrenatural e Fé. Este último, lançado em 2009, foi o mais bem sucedido CD de André Valadão.
Em dezembro de 2011 lançou seu primeiro CD independente, Aliança. Após o álbum, o cantor assinou contrato com a gravadora Som Livre e lançou o álbum Fortaleza, o EP Fortaleza Acústicos, Versões Acústicas e Crer para Ver, esse último em 2016.
O artista possui sua marca "Fé" e através dela são comercializadas, roupas, acessórios, capacetes e cosméticos. Valadão também tem vínculos com a UP Time e a Claro. Em 2017 começou um grupo de oração em sua casa, em Orlando, Flórida, que gerou a Lagoinha Orlando Church, com mais mais de três mil membros. Outras igrejas nasceram em Boston, Dallas, Miami e Nova Iorque.
Casado com Cassiane Valadão, André possui três filhos: Lorenzo, Vitório e Angel.

## Controvérsias

### Fake news divulgada em redes sociais
O cantor divulgou um vídeo nas redes sociais onde retrata uma suposta carta de intimação judicial do Tribunal Superior Eleitoral, onde era obrigado a se retratar sobre falsas acusações do então candidato ao 3º mandato presidencial Luiz Inácio Lula da Silva. Semanas após a publicação e o vídeo tendo sido classificado como falso pelo Twitter, a empresa bloqueou sua conta, argumentado que ela violou políticas de desinformação.

### Homofobia
Em junho de 2023, mês em que é notoriamente celebrado o Orgulho LGBT, em uma conta no Instagram da Igreja Batista da Lagoinha, onde Valadão é pastor, foi divulgada uma postagem promovendo um culto de Valadão com uma foto sua acompanhada dos dizeres "Deus odeia o orgulho", tendo esta última palavra sido escrita com as cores da bandeira arco-íris. Durante o referido culto, em Orlando, nos Estados Unidos, o pastor se referiu à homossexualidade, dizendo: 
| “ | A minha preocupação aqui é porque hoje 57% da família cristã aceita o mês do orgulho. Hoje 57% da família evangélica e que se diz cristã não se opõe ao arco-írizinho nas lojas. 57% das famílias evangélicas hoje trata com normalidade a prática do pecado da homossexualidade. | ” |

| “ | Deus não destruiu a humanidade por causa de roubo, assassinatos ou idolatria. Deus destruiu a humanidade por causa da imoralidade sexual. Imoralidade sexual é um pecado grave. Não sou eu que estou dizendo, é a bíblia que diz: homossexuais passivos ou ativos não herdarão o reino de Deus. | ” |

Em relação a estes comentários, a deputada federal Erika Hilton acionou o Ministério Público de Minas Gerais, estado em que está localizada a sede da Igreja Batista da Lagoinha, para investigar a conduta do pastor e excluir seus comentários das redes sociais. Em julho de 2023, o MPMG abriu inquérito criminal para apurar se Valadão cometeu crime de homotransfobia.
No dia 2 de julho de 2023, durante um culto também em Orlando, nos Estados Unidos, Valadão se referiu às pessoas do grupo LGBT, afirmando:
| “ | Agora é a hora de tomar as cordas de volta e dizer: Pode parar, reseta! Aí Deus fala: 'não posso mais, já meti esse arco-íris aí. Se eu pudesse, matava tudo e começava de novo. Mas prometi pra mim mesmo que não posso então agora tá com vocês'. Você não pegou o que eu disse, eu disse: tá com você. Vou falar de novo: tá com você. Sacode os quatro do seu lado e fala: vamos pra cima, eu e a minha casa serviremos ao Senhor. | ” |

Na mesma fala, o pastor associou o casamento homoafetivo à sexualização de crianças. Diversos veículos de imprensa interpretaram as afirmações como uma incitação ao assassinato. O senador Fabiano Contarato se manifestou e apresentou uma representação criminal ao Ministério Público Federal contra Valadão pelo crime de homofobia.
Após a repercussão negativa, o pastor declarou que a fala não se referia a matar, mas "sobre resetar, levar de volta à essência, ao princípio".

## Discografia
| Álbuns                                                                                             |
| -------------------------------------------------------------------------------------------------- |
| Mais Que Abundante - Lançamento: 2004 - Formatos: CD / DVD / VHS - Gravadora: Diante do Trono      |
| Milagres - Lançamento: 2005 - Formatos: CD / DVD / VHS - Gravadora: Diante do Trono                |
| Alegria - Lançamento: 2006 - Formatos: CD / DVD - Gravadora: Diante do Trono                       |
| Clássicos - Lançamento: 2007 - Formatos: CD / DVD - Gravadora: Diante do Trono                     |
| Sobrenatural - Lançamento: 2008 - Formatos: CD - Gravadora: Diante do Trono                        |
| Clássicos de Natal - Lançamento: 2008 - Formatos: CD - Gravadora: Diante do Trono                  |
| Unidos - Delirious? + André Valadão - Lançamento: 2008 - Formatos: CD - Gravadora: Diante do Trono |
| Diante do Trono - Lançamento: 2009 - Formatos: CD - Gravadora: Som Livre                           |
| Fé - Lançamento: 2009 - Formatos: CD / DVD - Gravadora: Graça Music                                |
| Minhas Canções na Voz de André Valadão - Lançamento: 2010 - Formatos: CD - Gravadora: Graça Music  |
| Aliança - Lançamento: 2011 - Formatos: CD / DVD - Gravadora: Onimusic                              |
| Fortaleza - Lançamento: 2013 - Formatos: CD / DVD - Gravadora: Som Livre                           |
| Versões Acústicas - Lançamento: 2014 - Formatos: CD / Download Digital - Gravadora: Som Livre      |
| Fortaleza: En Español - Lançamento: 2015 - Formatos: CD - Gravadora: Som Livre                     |
| Crer Para Ver - Lançamento: 2016 - Formatos: CD / DVD / Download Digital - Gravadora: Som Livre    |
| Bossa Worship - Lançamento: 2017 - Formatos: download digital - Gravadora: Independente            |
| Versões Acústicas 2 - Lançamento: 2017 - Formatos: CD / Download Digital - Gravadora: Som Livre    |
| Renovo - Lançamento: 2020 - Formatos: download digital - Gravadora: Onimusic                       |
| FlashBackFé - Lançamento: 2020 - Formatos: download digital - Gravadora: Onimusic                  |

## Participações em filmes
- Vingança (2013)